# Life (ラジオ番組)
life（ライフ）はエフエム滋賀（e-radio）で毎週金曜日の7:30 - 11:00に放送されている生ワイド番組。
正式なタイトル表記はすべて小文字のlifeである。

## 概要
2018年4月6日に同局の朝の生ワイド番組である『style!』の金曜日を独立する形でスタートした。
平日の編成が月曜日から木曜日までと金曜日に分かれた編成が主流となっている民放FMにおいて午前の金曜日の放送時間が午前の月曜日から木曜日までより短いことが特徴である。
アシスタントも『style!』同様置いていない。また、『style!』とは異なり野外中継を設けたりリポーターは置いていない。

## パーソナリティ
- 井上麻子 - 『style!』金曜日からスライド登板。

## タイムスケジュール

### 7時台
- 7:36 - 交通情報
- 7:38 - 天気予報
- 7:55 - 交通情報
- 7:58 - 天気予報

### 8時台
- 8:00 - TODAY'S KEY NUMBER
- 8:09 - ルートインホテルズ 今日のスポーツ
- 8:10 - Hand in Hand
- 8:20 - 交通情報
- 8:22 - レイクサイドニュース
- 8:23 - 快適生活ラジオショッピング
- 8:30 - アヤハグッドライフガイド[1]
- 8:55 - ニュース

### 9時台
- 9:00 - 平和堂 MY DAILY LIFE[2]
- 9:46 - 天気予報
- 9:48 - 交通情報

### 10時台
- 10:15 - ラジオで知る肺NTM症状（2023年9月22日、9月29日の2回限定コーナー）
- 10:30 - レコメンド滋賀